# Ecuación de Schröder
La ecuación de Schröder, nombrada así en honor de Ernst Schröder, es una ecuación funcional con una variable independiente. Dada la función {\displaystyle h(x)}, la solución de la ecuación de Schröder es la función {\displaystyle \Psi (x)} que cumple:

{\displaystyle \Psi (h(x))=s\Psi (x)~.}

La ecuación de Schröder es un problema de autovalores para el operador de composición Ch, el cual devuelve, para una función f(x), otra función f(h(x)).
Si a es un punto fijo de h(x) (es decir, se cumple que {\displaystyle h(a)=a}), entonces se tienen 3 posibilidades: O Ψ(a)=0, o Ψ(a)=∞ o s=1. Por tanto, dado que Ψ(a) es finito y Ψ (a) no se anula ni diverge, el autovalor s está dado por s = h' (a).

## Significado en teoría de funciones
Para  a = 0, si h es analítica en el disco unidad centrado en 0, y 0 < |h′(0)| < 1, Koenigs demostró en 1884 que existe una solución analítica (no trivial) Ψ que satisface la ecuación de Schröder. Este fue uno de los primeros pasos de una larga línea fructífera de teoremas en torno a la comprensión del operador de composición en espacios de funciones analíticas. Véase por ejemplo: función de Koenigs.
Las ecuaciones del tipo de la de Schröder son útiles para describir la autosimilitud, y han sido extensivamente utilizadas en estudios de dinámica no lineal (coloquialmente teoría del caos). También ha sido utilizada en estudios de turbulencia, así como en el campo del grupo de renormalización.
Una ecuación equivalente a la ecuación de Schröder es la fórmula que cumple su inversa respecto a la composición {\displaystyle \Phi (x)=\Psi ^{-1}(x)}, que verifica

{\displaystyle h\left(\Psi (y)\right)=\Psi (sy).}

El cambio de variables α(x)=log(Ψ(x))/log(s) transforma a la ecuación de Schröder en la ecuación de Abel α(h(x)) = α(x)+1. 
Igualmente, el cambio de variables Ψ(x) = log(φ(x)) transforma a la ecuación de Schröder en la ecuación de Böttcher φ(h(x))=(φ(x))s.
La n-ésima potencia de una solución de la ecuación de Schröder nos da otra solución de la ecuación de Schröder con autovalor sn. En la misma línea, dada una solución invertible Ψ(x) de la ecuación de Schröder, la función (no invertible) Ψ(x) k(logΨ(x)) es también solución de la misma ecuación para cualquier función periódica  k(x) con periodo log(s). Todas las soluciones de la ecuación de Schröder están relacionadas de esta manera.

## Soluciones
La ecuación de Schröder fue resuelta analíticamente para todo punto fijo a atractor (pero no superatractor), esto es, si se cumple que 0 < |h'(a)| < 1 por Gabriel Koenigs (1884).
En el caso del punto fijo superatractor, |h'(a)| = 0, la ecuación de Schröder es complicada de estudiar, y se ha visto que es mejor transformarla a la ecuación de Böttcher.
El mismo Schröder, en su artículo original de 1870, dio un buen número de soluciones particulares de la ecuación.
El desarrollo en serie en torno a un punto fijo, las propiedades de convergencia pertinentes de la solución para la órbita resultante y sus propiedades analiticidad fueron convincentemente explicadas por Szekeres. Una buena cantidad de las soluciones conocidas se han construido a partir de series asintóticas, véase matriz de Calerman.

## Aplicaciones
Esta ecuación se ha usado para estudiar sistemas dinámicos discretos mediante la búsqueda de un nuevo sistema de coordenadas en el que el sistema (órbita) generado por h (x) sea más simple, una simple dilatación.
Más específicamente, en un sistema en el cual, en una unidad discreta de tiempo, x se transforma en h (x) (x → h(x)), se puede obtener su órbita (o flujo) suave a partir de la solución no de la ecuación de Schröder, si no de su ecuación conjugada.
Esta solución es:

{\displaystyle h\left(x\right)=\Psi ^{-1}(s\Psi (x))=h_{1}(x).}

En general, esta solución se puede iterar y así se puede obtener una solución (órbita en el lenguaje de sistemas dinámicos) válida para todo tiempo t como:

{\displaystyle h_{t}(x)=\Psi ^{-1}\left(s^{t}\Psi (x)\right),}

para t real, no necesariamente positivo o entero. Esto es, la solución forma un grupo continuo uniparamétrico completo bajo el parámetro t. Véase función iterada.
El conjunto {\displaystyle \{h_{n}(x)\}_{n=1}^{\infty }} de todas las iteraciones enteras de {\displaystyle h(x)} (semigrupo) se denomina splinter (o secuencia de Picard) de {\displaystyle h(x)}.
Sin embargo, todas las iteraciones (fraccionarias, infinitesimales, o negativas) de h(x) están dadas del mismo modo a través de la función Ψ(x) solución de la ecuación de Schröder. En se ha obtenido una interpolación continua de la recursividad discreta inicial x → h(x), de hecho, para toda la órbita.
De hecho, la raíz cuadrada funcional es h½(x) = Ψ−1 (s1/2 Ψ(x) ), por lo que h½( h½(x) ) = h (x), y así los demás casos.

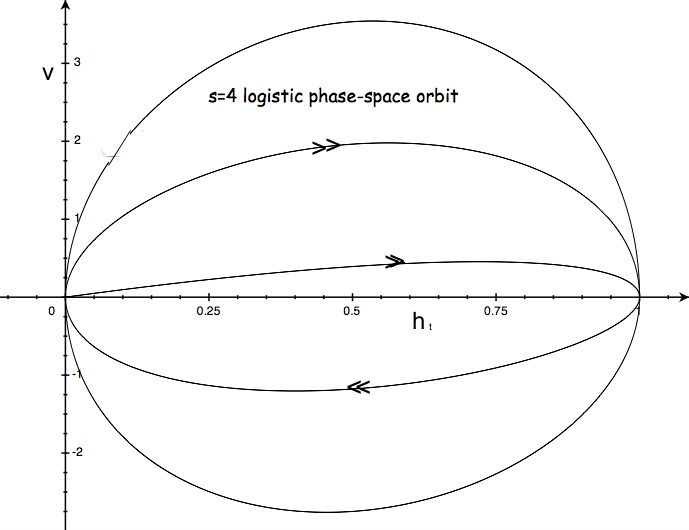
Primeros 5 semiperiodos de la órbita en el espacio de fases del mapa logístico caótico h(x) para s=4, interpolado mediante la ecuación de Schröder.

Por ejemplo, algunos casos especiales de la ecuación logística como el caso caótico h(x)=4x(1−x) fueron estudiados ya por Schröder en su artículo original (cf. p. 306), Ψ(x)=arcsin2(√x), s=4, y por tanto ht(x)=sin2(2t arcsin(√x)).
De hecho, se ve esta solución como resultado del movimiento dictado por una secuencia de potenciales de zigzag, V(x) ∝ x(x−1) (nπ+arcsin √x)2, lo que es una característica genérica de las iteraciones continuas efectuadas por la ecuación de Schröder.
Como ejemplo de un caso no caótico también estudiado con su método tenemos, h(x)=2x(1−x), devuelve Ψ(x)=−½ln(1−2x) y, por tanto ht(x)=−½((1−2x)2t−1).